# 大空卓鵬
大空 卓鵬（おおぞら たくほう、1986年12月10日 -）は中国四川省成都市出身の劇団四季所属の舞台俳優。

## 人物
小さい頃から歌やダンスが好きで小学5年から民族ダンスを始め、16歳で単身北京へ出てきてダンス、歌、演技のレッスンを受けていた。
2005年に北京で四季のオーディションがあり「予選ぐらいまで受かればいい」という気持ちで受け合格したが、卒業証書が貰えず翌年まで待つことになった。2006年10月にオーディション合格。
「ジーザス・クライスト＝スーパースター」で四季の初舞台を踏む。「リトルマーメイド」のフランダー役は日本オリジナルキャストで、CDにも同役で参加している。「アイーダ」四季劇場［秋］アンコール公演のメレブや、「夢から醒めた夢」大阪四季劇場の公演のメソなど、初日に出演することも多い。

## 出演作品
- ジーザス・クライスト＝スーパースター(アンサンブル9枠、ペテロ)
- ウェストサイド物語（ベイビー・ジョーン）
- トロイ戦争は起こらないだろう（トロイリュス）
- 劇団四季ソング＆ダンス55ステップス（ダンサーパート）
- クレイジー・フォー・ユー(ジュニア)
- 赤毛のアン(ムーディー)
- マンマ・ミーア!(アンサンブル4枠)
- アイーダ（メレブ）
- 夢から醒めた夢(メソ)
- リトルマーメイド(フランダー)
- 劇団四季FESTIVAL！扉の向こうへ(ダンスパート)
- ノートルダムの鐘(アンサンブル3枠)
- 劇団四季　The Bridge 〜歌の架け橋〜(6枠)
- アラジン(オマール)